# Бутаковская волость (Темниковский уезд)
Бутако́вская волость — административно-территориальная единица Темниковского уезда Тамбовской губернии. Волостной центр — село Бутаково.

## История
Волость была образована после реформы 1861 года.
4 января 1923 года Бутаковская волость была передана в Ардатовский уезд Нижегородской губернии.
27 апреля 1923 года Ардатовский уезд был упразднён и Бутаковская волость была передана в Выксунский уезд.
4 апреля 1924 года Бутаковская волость была упразднена, а её территория передана в Вознесенскую волость.

## Состав волости

### Населённые пункты
- деревня Абашево
- деревня Беговатово
- село Бутаково
- деревня Верхние Борки
- село Девлетяково
- деревня Китаевка
- село Княжево
- деревня Красный Яр
- деревня Малые Новоселки
- деревня Марьино
- деревня Сарма
- деревня Суморево
- деревня Шигаево
- деревня Ших Алеевы починки

4 апреля 1924 года все населённые пункты переданы в Вознесенскую волость.

### Сельсоветы
Сельсоветы были образованы в первые годы советской власти. По данным 1918 года было 14 сельсоветов: Абашевский, Беговатовский, Бутаковский, Борковский, Девлетяковский, Китаевский, Княжевский, Красноярский, Новоселковский, Марьинский, Сарминский, Суморьевский, Шигаевский и Шиховский.
4 апреля 1924 года все вышеперечисленные сельсоветы были переданы в Вознесенскую волость.